# Cyanopepla obsolescens
Cyanopepla obsolescens là một loài bướm đêm thuộc phân họ Arctiinae, họ Erebidae.